# Maskinongé (municipalité régionale de comté)
Pour les articles homonymes, voir Maskinongé.
Maskinongé est une municipalité régionale de comté canadienne de la province de Québec de la région administrative de la Mauricie. Elle est composée de 17 municipalités, et le chef-lieu est Louiseville.
Le préfet est Paul Carbonneau, qui cumule aussi la fonction de maire de Yamachiche.

## Toponymie
Cette désignation toponymique de la MRC se réfère à l'abondance du maskinongé dans la rivière du même nom, qui provient de l'ancien comté de Maskinongé auquel la MRC succède, en lui prenant son nom de Maskinongé.

## Histoire
- La MRC a été créée le 1er janvier 1982 et est composée du canton de Hunterstown; de la municipalité de Belleau; des paroisses de Saint-Alexis-des-Monts, Sainte-Angèle, Sainte-Anne-d'Yamachiche, Saint-Antoine-de-la-Rivière-du-Loup, Saint-Barnabé, Saint-Édouard, Saint-Joseph-de-Maskinongé, Saint-Justin, Saint-Léon-le-Grand, Saint-Paulin, Saint-Sévère et Sainte-Ursule; et des villages de Louiseville, Maskinongé, Saint-Paulin et Yamachiche.
- 1er janvier 2002, elle est rejointe par les municipalités de Charette, Saint-Boniface et Saint-Mathieu-du-Parc et des paroisses de Saint-Étienne-des-Grès et Saint-Élie lors des dissolutions des MRC de Francheville et du Centre-de-la-Mauricie.
- 15 janvier 2005 : Saint-Élie change son nom à la municipalité de Saint-Élie-de-Caxton.

## Géographie

### Entités territoriales
La MRC est constituée de 17 municipalités locales.
| Nom                         | Statut                   | Population 2021 | Superficie (km2) | Densité (h/km2) | Ref. |
| --------------------------- | ------------------------ | --------------- | ---------------- | --------------- | ---- |
| Charette                    | Municipalité             | 1 034           | 42,2             | 24,5            |      |
| Louiseville                 | Ville                    | 7 340           | 63,85            | 114,96          |      |
| Maskinongé                  | Municipalité             | 2 323           | 74,4             | 31,22           |      |
| Saint-Alexis-des-Monts      | Municipalité de paroisse | 2 999           | 763              | 3,93            |      |
| Saint-Barnabé               | Municipalité de paroisse | 1 186           | 59,2             | 20,03           |      |
| Saint-Boniface              | Municipalité             | 5 156           | 112              | 46,04           |      |
| Saint-Justin                | Municipalité             | 961             | 79,6             | 12,07           |      |
| Saint-Léon-le-Grand         | Municipalité de paroisse | 863             | 75,9             | 11,37           |      |
| Saint-Mathieu-du-Parc       | Municipalité             | 1 482           | 228,86           | 6,48            |      |
| Saint-Paulin                | Municipalité             | 1 541           | 97,9             | 15,74           |      |
| Saint-Sévère                | Municipalité de paroisse | 337             | 32               | 10,53           |      |
| Saint-Édouard-de-Maskinongé | Municipalité             | 798             | 53,9             | 14,81           |      |
| Saint-Élie-de-Caxton        | Municipalité             | 1 934           | 129,5            | 14,93           |      |
| Saint-Étienne-des-Grès      | Municipalité de paroisse | 4 539           | 105,6            | 42,98           |      |
| Sainte-Angèle-de-Prémont    | Municipalité             | 631             | 37,8             | 16,69           |      |
| Sainte-Ursule               | Municipalité             | 1 355           | 68,2             | 19,87           |      |
| Yamachiche                  | Municipalité             | 2 813           | 106,9            | 26,31           |      |
| Total                       | Total                    | 37 292          | 2 502,4          | 14,9            |      |